# Valores Industriales
Valores Industriales es una empresa mexicana con sede en Monterrey, México, constituida el 30 de mayo de 1936. Siendo la primera Sociedad Controladora (Holding) bajo el proyecto jurídico formulado por Manuel Gómez Morín.
- 1954 adquiere las cervecerías Humaya (en Sinaloa) y Tecate (en Baja California).
- 1965 adquiere Cervecería Cruz Blanca (en Chihuahua).

La empresa adquiere renombre después del fallecimiento de don Eugenio Garza Sada una vez que las empresas del grupo industrial se separan en 1974 surgiendo como tenedora de Banca Serfin, Cervecería Cuauhtémoc y las empresas de Empaque (Famosa, Grafo Regia). La otra tenedora que se forma ese año es Grupo ALFA.
Las acciones de VISA cotizaron por primera vez en la Bolsa Mexicana de Valores el 19 de septiembre de 1978. A los finales de los años 70 e inicios de los 80, VISA diversificó sus operaciones mediante adquisiciones y extiende sus operaciones comprando la empresa Manantiales Peñafiel, S.A productora de Peñafiel así como otros rubros de refrescos, además de iniciar las operaciones de las tiendas de conveniencia Oxxo realizando inversiones en la industria hotelera, de la construcción, de autopartes, alimenticia y pesquera, estas últimas posteriormente fueron desincorporadas.
En el año de 1985 esta empresa fue la manzana de la discordia entre las familias Garza Lagüera y Garza Sepúlveda, por el control de la empresa.
En el año de 1988 se constituye Fomento Económico Mexicano, S.A. de C.V. después de concluir la reestructuración de la deuda de la empresa, como la principal subsidiaria de VISA agrupando las empresas cerveceras, de empaque, refrescos y comercio.
Por lo anterior Valores Industriales, SA de CV (VISA) quedó constituida como una sociedad mexicana tenedora de acciones que cotiza en la Bolsa Mexicana de Valores. Las acciones representativas de su capital social son propiedad de diversas personas físicas y morales. Visa tiene como subsidiarias a las empresas Grupo Visa, SA de CV; Visa Bioindustrias, SA de CV y Visacom, SA de CV. Asimismo, es accionista mayoritario de Fomento Económico Mexicano, S.A. de C.V.
El 28 de octubre de 1991, VISA, por medio del Grupo VAMSA, gana la licitación del banco Bancomer.
Durante el año de 1991 desincorpora Peñafiel vendiéndola a Cadbury Schweppes.
En el año de 1998 cambia su nombre de VISA a FEMSA, después de un intercambio de acciones entre los tenedores de ambas empresas, por lo que actualmente su denominación es Fomento Económico Mexicano, S.A. de C.V..